# Igor Grabar
 (novembre 2022).
Si vous disposez d'ouvrages ou d'articles de référence ou si vous connaissez des sites web de qualité traitant du thème abordé ici, merci de compléter l'article en donnant les références utiles à sa vérifiabilité et en les liant à la section « Notes et références ».
Pour les articles homonymes, voir Grabar.
Igor Emmanouïlovitch Grabar (en russe : Игорь Эммануилович Грабарь) est un peintre, un historien d'art et un muséologue soviétique né le 13 mars 1871 (25 mars dans le calendrier grégorien) à Budapest (Autriche-Hongrie) et mort le 16 mai 1960 à Moscou (RSFSR).

## Biographie

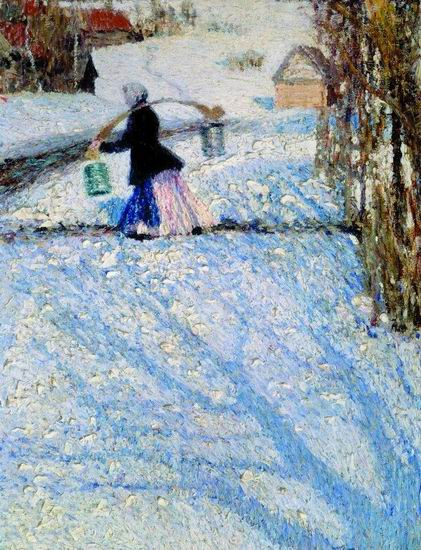
La neige en mars- Igor Grabar, 1904

### De 1871 à 1889
Lorsqu'il naquit, il avait déjà deux frères, Béla et Vladimir et la sœur qu'il peignit était peut être sa cadette. Il grandirent tous dans un milieu slavophile où le père, Emmanuel était un avocat ruthène et un politicien qui élu au Assemblée nationale hongrois en 1869, milita activement contre la magyarisation des Slaves peuplant les territoires qui étaient passés à la Hongrie. Sa mère, Olga, fille du ruthène pro-russe Adolf Ivanovitch Dobrianski-Satchourov (ru) n'était pas en reste. En 1876, le père d'Igor, contraint par le gouvernement hongrois émigra en Russie sous le nom de Khabrov tandis que la mère restait avec ses enfants, en liberté surveillée dans le manoir de son père à Čertižné. En 1880, toute la famille se retrouva en Russie. Igor fut mis en pension dans le gymnase de la ville d'Egorievsk dans le gouvernement de Riazan où son père ayant réussi les épreuves de qualification, enseignait l'allemand et le français. Sa mère retourna en Hongrie pour continuer sa propagande pro-russe mais en 1882 elle fut arrêtée avec son père qui, comme député, avait pris le parti des Ukrainiens russophiles de Galicie. Ils furent tous les deux acquittés et Olga émigra en Russie où elle passa le reste de sa vie.
En 1882, toute la famille fut transférée à Kiev et la même année Igor entra au lycée Tsarévitch-Nicolas, fondé par Katkov à Moscou, où le directeur ne fit pas payer les frais de scolarité car ses parents étaient slavophiles. C'est là que se révélèrent ses penchants artistiques à travers ses premières huiles où il peignit des portraits de ses camarades moyennant une petite rétribution pour survivre. Il fit aussi connaissance, pendant cette période, avec des étudiants de l'école de peinture, de sculpture et d'architecture de Moscou qui étaient déjà des artistes confirmés: Vassili Polenov, Abram Arkhipov, Sergueï Chtchoukine d'une famille de riches mécènes.

### De 1889 à 1896
En 1889, désirant obtenir une instruction supérieure il entra à l'Université de Saint-Pétersbourg où il s'inscrivit à la faculté de droit, les places vacantes manquant à la faculté de philologie et d'histoire. Après avoir terminé avec succès ses études de droit en avril 1893, il voulut à nouveau tenter de rentrer là où il n'y avait pas eu de place mais cela lui fut refusé car il avait participé à des grèves estudiantines. Pendant ces quatre années de droit, où il passa plus de temps à assister aux cours d'histoire et à fréquenter l'école de peinture Pavel Tchistiakov, pour vivre, à partir de 1891, il écrivit des articles, des nouvelles, des essais sur des peintres contemporains pour les revues La Sauterelle, Le Bouffon, Niva et illustra aux éditions A. F. Marx une série de nouvelles de Nicolas Gogol sous le nom de Khabrov dont les titres étaient La Nuit avant Noël, La Foire de Sorotchinsty, Nuit de mai, Le Manteau qui inspirèrent Alexandre Guerassimov.
En 1894, il entra à l'Académie impériale des Beaux-Arts de Saint-Pétersbourg où à la fin de l'année, il s'inscrivit à l'atelier de peinture dirigé par Ilia Répine tandis que Pavel Tchistiakov lui enseignait le dessin. Il y travailla aux côtés de Philippe Maliavine, Konstantin Somov, Dmitri Kardovski qui y étaient entrés avant lui. Bien que Grabar fut un fidèle et fervent admirateur de Répine il fut rapidement déçu par l'enseignement et en juillet 1895 il profita de l'offre du magazine Niva qui finançait un court voyage d'étude en Europe occidentale, pour commencer à prendre ses distances. Lors de ce 1er voyage dont le but était d'étudier les monuments d'architecture de renommée mondiale et les chefs-d'œuvre des pinacothèques françaises, allemandes et italiennes, chez le galeriste Ambroise Vollard, il admira les toiles de Paul Gauguin, de Paul Cézanne, de Vincent van Gogh qu'il surnommait « Le roi des peintres » mais au-dessus d'eux tous il plaçait Diego Vélasquez.

### De 1896 à 1913
Il rentra à Saint-Pétersbourg puis en mai 1896 quitta l'Académie et partit avec Dmitri Kardovski pour Munich en passant par Berlin et Paris. Ils furent rejoints en été par Alexi von Jawlensky et Marianne von Werefkin. Ils s'inscrivirent dans une école privée dirigée par Anton Ažbe qui avait la réputation de particulièrement bien enseigner le dessin d'après nature.
Bien qu'ayant quitté Saint-Pétersbourg, Grabar gardait des liens étroits avec les artistes et les éditeurs de cette cité et en février 1897 lorsqu'il écrivit un article dans Niva défendant l'avant-garde artistique, Vladimir Stasov réagit en déclenchant une campagne contre Ilia Répine qui était alors doyen de l'Académie. Un autre de ses articles publié en 1899 déclencha une polémique entre Mir Iskousstva et Répine pour qui Grabar avait pourtant beaucoup de respect.
Ayant rapidement assimilé l'enseignement de Ažbe il devint d'abord son assistant puis en juin 1899 il trouva un compromis avec son professeur pour diriger seul un atelier de peinture. Sur place il en profita pour étudier assidûment la sculpture et l'architecture à l'école polytechnique de Munich où il termina sa formation en 1901 sans passer l'examen de fin d'études. Probablement, pendant cette période, l'aide du richissime prince Chtcherbatov, passionné d'art, lui permit de faire de fréquents voyages à Paris où il put se familiariser avec les méthodes de l'école parisienne, admirer, mais sans les copier, les toiles des impressionnistes, de leurs précurseurs et de leurs disciples.
En 1901, il rentra en Russie où il enrichit la peinture russe avec de nouveaux moyens d'expression: le divisionnisme, la décomposition des couleurs mis au service de la représentation de la campagne russe qui l'émouvait profondément. Il passa l'été et l'automne dans les environs de Moscou où l'admiration qu'il portait à la nature le poussa à peindre sans interruption. En 1901-1902, Grabar présenta douze de ses tableaux lors d'une exposition de peintres impressionnistes français organisée par la revue Le Monde de l'art (Mir Iskousstva). Un de ses tableaux alla directement aux cimaises de la Galerie Tretiakov et les onze autres furent vendus aux enchères à des collections privées. Neige de septembre peint en 1903 eut un très vif succès auprès de la critique russe qui y vit une des réussites du mouvement rénovateur de la peinture nationale. La période qui s'étend de 1903 à 1907 fut, selon son autobiographie, celle où il atteignit, en matière de peinture, son apogée. Si l'on juge par la liste des titres des œuvres de ces années, ce furent surtout des paysages et des natures mortes qu'il aima peindre. Mais il peignit en 1904 Femmes corpulentes avec en sous-titre Grotesque qui représente une rangée de femmes de banquiers obèses et difformes, accoutrées dans leur costume de carnaval, qu'il avait vues en 1898, durant un séjour à l'étranger où il avait été invité à un bal masqué chez un riche banquier; ce tableau fut un témoignage de l'avachissement de l'aristocratie de l'argent. Parallèlement à sa carrière de peintre de paysages et de natures mortes, il collabora à la revue Le Monde de l'Art où il publia des articles sur les expositions de peinture à l'étranger et présenta ses tableaux aux expositions organisées par cette revue. Il se lia d'amitié avec Evgueni Alexandrovitch Lanceray, Anna Ostroumova-Lebedeva et Alexandre Benois. En 1905 il fit un voyage à Paris où il étudia les nouvelles œuvres des post-impressionnistes ce qui l'amena à changer de technique pour s'orienter vers la séparation complète des couleurs. Ses relations avec les fondateurs de la revue Le Monde de l'Art furent tendues car Grabar soutenu financièrement par le Prince Chtcherbakov était un rival potentiel pour Serge de Diaghilev à la tête du mouvement « Mir Iskousstva », le journal et le groupe portant le même nom. Cette crainte put se vérifier lorsque Grabar essaya de lancer sa propre société avec des fonds fournis par Chtcherbakov et la baronne Nadejda von Meck. Son talent et ses connaissances encyclopédiques ne suffirent pas à compenser son ton condescendant et son manque du sens de l'humour et incapable de persuader les gens et de coexister avec eux, il ne put maintenir sa revue et en 1908 quitta le Monde de l'Art.
À partir de 1908, il délaissa la peinture pour se consacrer à l'écriture et devint rédacteur en chef d'une série de monographies sur des artistes russes comme Valentin Serov, Isaac Levitan, Ilia Répine et des villes de Russie qui furent édités par Iossif Nikolaïevitch Knebel (ru). Toute la documentation amassée pour ce travail lui servit pour la publication en plusieurs tomes de l'Histoire de l'Art Russe dont il fut l'initiateur, le rédacteur et l'auteur de nombreux chapitres surtout lorsqu'Alexandre Benois sur qui, au départ, reposait l'essentiel de la rédaction, s'écarta au mois de mai. Ainsi il prit conscience que l'archictecture russe du XVIIIe siècle et des périodes antérieures n'avait jamais été complètement étudiée. En juillet 1909, il interrompit ce travail en réinvestissant ses connaissances architecturales dans la construction de l'Hôpital Zakharine, aujourd'hui Hôpital Khimki, de style palladien, dans la banlieue de Moscou qui ne fut terminé qu'en 1914. Le premier tome de son Histoire de l'art russe fut imprimé en 1910 et 22 autres suivirent jusqu'au début de 1915 mais l'œuvre resta inachevée car lors d'un pogrom anti-allemand ses archives furent brûlées lors de l'incendie de l'imprimerie Knebel et l'éditeur fut ruiné. Cet ouvrage avait bénéficié du concours des plus grands architectes comme Fiodor Fiodorovitch Gornostaïev (ru) qui fut félicité pour sa contribution, d'artistes et de critiques de la période. Ivan Bilibine pour sa part fit les photographies des monuments du patrimoine national. Ce énorme travail bien qu'inachevé et contesté sur certains points fut très utile car il était la 1re tentative d'étude systématique et scientifique du fonds artistique russe.

### De 1913 à 1930
Le 2 avril 1913, Igor Grabar fut nommé directeur de la Galerie Tretiakov, responsabilité qu'il accepta car les fiduciaires lui accordèrent, à sa demande, une autorité illimitée dans la réforme du musée. Son passage se traduisit par une sélection et une présentation des œuvres fondées sur le principe historique et quand la galerie rouvrit en décembre 1913, Vassili Sourikov se trouvait au 2e étage et au 1er étage on pouvait voir les toiles de peintres français et russes contemporains comme Petrov-Vodkine, Sarian... Au début de 1915, ses décisions d'achat déclenchèrent l'opposition des milieux conservateurs de Moscou et des artistes comme Vasnetsov, Nesterov, Makovski et même le prince Chtcherbakov qui l'avait tant aidé réclamèrent son départ. Le débat se poursuivit jusqu’en janvier 1916 et s'arrêta lorsque les édiles de la mairie de Moscou approuvèrent la réforme dans son intégralité. Grabar entérina les changements en publiant pour la première fois le catalogue scientifique de ce musée en 1917. Survint la révolution d'Octobre et Grabar eut à faire face dans la gestion de la galerie à des problèmes qu'il n'avait sans doute pas choisis car plus tard il a écrit en substance que « s'il avait su il ne serait pas venu » comme on dit familièrement en France, mais il préféra rentrer dans l'histoire. Pendant la révolution l'argent manqua, et s'il y en avait il était probablement consacré à autre chose. Avec les nationalisations, celle de la galerie en 1918 d'une part, des collections d'œuvres d'art privées et du patrimoine religieux d'autre part il y eut un tel afflux que, une à une, les salles d'exposition furent fermées au public et converties en entrepôts. Le manque de place exigeait l'agrandissement de l'édifice et en 1926 Alexeï Chtchoussev remplaça Grabar pour diriger la nouvelle Galerie Tretiakov.
Il est facile de comprendre pourquoi avec toutes ces activités et responsabilités, écriture, architecture, muséologie, de 1908 à 1914, l'artiste ait très peu peint mais en 1915 il s'y remit dans un autre esprit. Après la révolution d'Octobre, le ministre de la culture, Lounatcharski l'invita à fonder pour la région de Moscou le service de muséologie et de conservation des monuments historiques sous l'égide du Commissariat du Peuple aux affaires culturelles. Sur ordre des bolchéviques, on commença par faire l'étude puis l'inventaire de tout le patrimoine connu ce qui revenait à une appropriation par le nouvel État de ces biens comme les monuments du Kremlin de Moscou, du monastère Andronikov et de la cathédrale du sauveur, la plus ancienne construction de Moscou qui le jouxte. Cela eut l'avantage dans une certaine mesure, pour les œuvres et les sites, d'être préservés du vandalisme et d'être protégés lors des opérations militaires pendant cette période de troubles. Troubles aussi, mais moins violents, à l'intérieur des services culturels où les partisans de la sauvegarde de l'héritage, Igor Grabar, Alexandre Benois, Alexandre Chayanov, Piotr Baranovski, entre autres, durent affronter ceux qui, pour simplifier, « voulaient du passé faire table rase » comme Sterenberg, Tatline. Grabar arriva à mettre de son côté ceux qui balançaient entre les extrêmes comme Lounatcharski et finalement l'emporta. On créa un petit atelier de restauration pour le service de muséologie qui fut réorganisé peu après en atelier national, le Centre Igor Grabar de restauration scientifique et artistique de Russie, à la tête duquel se trouva, de 1918 à 1930, Igor Grabar. Le patrimoine historique ne se trouvant pas seulement à Moscou, une première mission fut envoyée dans la région de Iaroslavl puis dans le Nord de la Russie, le long de la Dvina septentrionale et des côtes de la Mer Blanche. Le peintre qu'il était toujours profita de l'occasion pour réaliser une série de tableaux inspirés par les régions qu'il découvrait. Les restaurateurs Fiodor Modorov, Grigori Tchirikov et le photographe A. V. Liadov continuèrent le travail jusqu'en 1926 où ils rendirent leurs études sur les icônes et les églises en bois qui les abritaient. Pendant ce temps, l'atelier de restauration d'icônes « fonctionnait à plein » et acquérait une réputation internationale, mais Grabar, malgré l'autorité que lui donnaient ses fonctions, n'empêcha pas les expropriations et fit porter ses efforts sur la préservation des œuvres et la fondation de musées locaux pour les montrer au public. Il ne réussit pas non plus à concrétiser une proposition de Roman Ivanovitch Kleïn (ru) visant à transformer l'ensemble du Kremlin de Moscou en un musée public; ce site prestigieux fut pris en charge par la Croix-Rouge.
Après 1918, on le vit diriger le service de décoration du Théâtre Maly et en 1921 entrer comme professeur à l'université de Moscou où il donna des cours sur la théorie et la pratique de restauration scientifique qui n'étaient enseignées nulle part ailleurs. Ses articles sur l'Art de l'ancienne Russie et sur la restauration des monuments furent publiés dans des revues soviétiques et étrangères. On le vit aussi œuvrer pour faire connaître l'art de son pays à l'étranger. En 1922, il devint membre du comité d'organisation de la section réservée à l'URSS à l'exposition internationale des Arts de Venise et la même année il se rendit à Berlin au premier salon de peinture russe où il présenta ses propres œuvres. En 1923, il rédigea l'introduction et le catalogue de l'exposition d'Art de la Russie aux États-Unis et participa à la présentation des œuvres à New York et dans d'autres villes. En 1925, pour le salon des peintres russes à Toronto, entre autres œuvres, il présenta ses tableaux. Il fit de même à Los Angeles. En 1927, il recommença avec la rétrospective itinérante de  Peinture Soviétique qui le conduisit de ville en ville à travers la Japon et de 1927 à 1928, il continua avec le salon commémorant le 10e anniversaire de la République Soviétique qui fut présenté à Berlin, Vienne, Prague, Stockholm, Oslo, Copenhague, etc. En 1929, il supervisa une exposition itinérante d'icônes. Tous ces déplacements ne l'empêchèrent pas, de 1925 à 1930 de poursuivre ses travaux de restauration.

### De 1930 à 1937
En 1930, Igor Grabar abandonna toutes ses fonctions administratives, éditoriales, universitaires et même celle de rédacteur en chef de la Grande Encyclopédie soviétique pour se consacrer à la peinture. Plusieurs interprétations ont été données à ce revirement mais il est probable que l'une n'exclut pas l'autre.
- Grabar dit que le Sovnarkom lui avait accordé une pension qui lui permettait de se consacrer à la création.
- Piotr Baranovski et Vera Vladimirovna Khlebnikova (ru) dirent qu'après la mort de sa mère l'artiste était devenu mélancolique, préoccupé par les problèmes de l'âge, du vieillissement et de la mort.
- Selon Timothy Colton (en) il aurait démissionné à la suite de la démolition du monastère Tchoudov (ru) au Kremlin et d'autres ouvrages dans la capitale. Sa société de défense du patrimoine du vieux Moscou étant incapable d'influencer les autorités, décida elle-même de cesser d'exister et fut dissoute au bout de quelques mois. Il ne resta plus à Grabar qu'à écrire des suppliques à Staline pour empêcher des destructions comme ce fut le cas pour la Tour Soukharev en 1933 et en 1934.

En 1931, il supervisa une autre exposition d'icônes à New York et peignit une série de portraits de fonctionnaires dans l'esprit du Réalisme Socialiste Soviétique mais en 1933 l'exposition du Portrait de Svetlana fut jugée indésirable dans son pays comme à l'étranger. Pourtant il estimait beaucoup ce tableau qu'il avait peint en une seule journée et qu'il considérait comme un de ses meilleurs mais la rumeur fit croire que le portrait de cette jeune fille ou de cette jeune femme était celui de la fille de Staline ce qui était impossible car à cette époque, Svetlana Staline n'avait que sept ans. Ce fut peut être aussi à cause de ses fréquentations antérieures avec des trotskistes comme Natalia Sedova qu'il dut se retirer de la vie publique. Il en profita pour peindre et écrire son autobiographie Ma vie qu'il termina en juin 1935 alors qu'il avait 64 ans. Cet ouvrage, qui témoigne sur la vie artistique en Russie et en Europe, fut interdit jusqu'en 1937. C'est une mine pour les biographes où il exprima son estime pour Mir Iskousstva et y rejeta les analyses marxistes de certains critiques qu'il jugea incompétents. La même année, en 1937, à Paris, il obtint un diplôme d'honneur à l'exposition internationale L'Art et la Technique dans la vie moderne pour le Portrait de l'académicien Sergueï Alexeivitch Tchapliguine peint en 1935 et publia un ouvrage sur Ilia Répine qui fut couronné par le Prix Staline.

### De 1937 à 1943
De 1937 à 1943, il fut directeur de l'Institut national des Arts plastiques de Moscou. En 1940 il avait retrouvé sa place dans l'establishment. Par exemple, on le vit mis en vedette dans les bandes d'actualité produites par la propagande en direction de l'Allemagne nazie. Pendant la Grande guerre patriotique il dirigea l'Académie des Beaux-Arts de Russie, l'Institut de peinture, sculpture et architecture puis reprit la direction scientifique de l'atelier central de restauration qui porte maintenant son nom. Toutes ces responsabilités ne l'empêchèrent pas de terminer, en 1941, la biographie de Valentin Serov. En juin 1943, Grabar proposa de récupérer des œuvres d'art en Allemagne pour compenser les destructions du patrimoine artistique de son pays pendant l'invasion. Mais s'il était facile d'en choisir dans le pays vaincu, l'estimation des pertes en URSS ne l'était pas et en mars 1946 seulement neuf des quarante plus importants musées avaient pu dresser un inventaire de leurs pertes. Le gouvernement plus expéditif se servit de sa proposition comme d'un écran de fumée. Pendant que le député et historien spécialiste d'art byzantin Victor Lazarev discutait loyalement avec les alliés pour organiser des réparations équitables, des équipes soviétiques de récupération de trophées, ne s'embarrassant pas de tant de considérations avaient organisé et pratiquement achevé un pillage systématique des lieux concernés.

### De 1943 à 1953
C'est en 1944 que fut fondé l'Institut de recherche scientifique d'Histoire de l'Art placé sous l'égide de l'Académie des sciences d'URSS où il resta directeur jusqu'en 1960. Il y publia une série d'ouvrages sur l'histoire de la peinture russe. Son activité exceptionnelle fut gratifiée du titre de peintre émérite du peuple de l'URSS, décorée de deux ordres de Lénine et de l'ordre du travail. Avec autant d'hommages officiels, d'importantes fonctions, vétéran chevronné des milieux artistiques et administratifs, âgé de 74 ans, Grabar put s'affranchir de la pression idéologique et ainsi rédiger un article nécrologique dans L'Art soviétique à l'occasion du décès de Leonid Pasternak en juin 1945.
En 1947, il rencontra Staline pour préparer les cérémonies du 800e anniversaire de la fondation de Moscou. Il persuada le secrétaire général du parti de rendre l'ancien monastère Andronikov, qui avait servi de prison, à la communauté artistique. Les vestiges du monastère restaurés par Baranovski devinrent le Musée central de la culture et de la peinture russe ancienne Andreï Roublev, « Andreï Roublev » qui garda ce nom bien que Grabar trouvait contestable l'attribution de la tombe - découverte dans l'enceinte du monument - au célèbre peintre d'icônes. En 1948, avec d'autres il fut la cible d'une campagne dirigée contre des personnalités des arts et des sciences, mais il conserva son siège à l'université et ses postes administratifs. En 1954, il participa à la rédaction de L'Architecture russe dans la première moitié du XVIIIe siècle, étude qui remettait en cause les connaissances recueillies par les historiens avant 1917. Il disait sans modestie qu'il n'y avait que ce qu'il y avait écrit qui éclairait correctement le sujet.

### De 1953 à 1960
Après la mort de Staline en 1953, Grabar fut le premier à dénoncer publiquement le Réalisme socialiste soviétique et à payer sa dette envers Lentoulov et Konchalovsky. Cela lui valut d'être surnommé l'« anguille tricheuse » ou « Hérode le voleur », mais Baranovski et Vera Khlebnikova remarquèrent que les plus agressifs contre lui étaient ceux dont les œuvres n'avaient pas été sélectionnées lorsque Igor Grabar était à la tête des comités d'achat.

## Œuvres
La liste ci-dessous, bien qu'incomplète indique nettement que les sujets favoris du peintre étaient les paysages, les natures mortes et les portraits exécutés sur une toile. La très grande majorité de ces œuvres est conservée ou restée en Russie ou dans l'ex URSS.

### De 1889 à 1896
- Toit couvert de neige (1889). Huile sur toile. 25 × 33,5 cm. Galerie Tretiakov, Moscou
- La Bonne et l'enfant (1892). Huile sur toile. 83,5 × 61,7 cm. Collection particulière, Moscou.
- Portrait d'Emmanuel Grabar, le père du peintre (1895). Huile sur toile. 55,6 × 71 cm. Collection particulière, Moscou
- Dame au chien (1899). Huile sur toile. Galerie Tretiakov, Moscou
- Dame au piano (1899). Huile sur toile. 40,3 × 39 cm. Collection particulière, Moscou

### De 1896 à 1913
- Portrait d'Anton Ažbe (1899)
- Le Vieux manoir (Rayon de soleil) (1901). Huile sur toile. 72 × 53 cm. Musée des Arts figuratifs et appliqués, Smolensk
- Rayon de soleil (1901). Huile sur toile. Galerie Tretiakov, Moscou
- Automne doré (1901)
- Balustrade (1901)
- Soir d'hiver (1903). Huile sur toile. 54,3 × 74 cm. Musée Russe, Saint-Pétersbourg
- Neige de septembre (1903). Huile sur toile. 79 × 89 cm. Galerie Tretiakov, Moscou
- La Nouvelle maison de campagne (1903). Huile sur toile. 48,7 × 39,3 cm. Collection particulière, Moscou
- Pot de confiture et pommes (1904). Huile sur toile. 48 × 49 cm. Pinacothèque de l'Oblast de Transcarpatie, Oujhorod
- Hiver blanc. Nids de corneilles (1904). Huile sur toile. 102 × 48 cm. Galerie Tretiakov, Moscou
- Eaux printanières (1904). Huile sur toile. 70 × 89 cm. Musée Russe, Saint-Pétersbourg.
- Février azuré (1904). Huile sur toile. 141 × 83 cm. Galerie Tretiakov, Moscou
- Neige de mars (1904). Huile sur toile. 80 × 62 cm. Galerie Tretiakov, Moscou
- Fleurs et fruits sur piano (1904). Huile sur toile. 79 × 101 cm. Musée Russe, Saint-Pétersbourg
- Tombée du jour (1904). Huile sur toile. 55,5 × 107,5 cm. Galerie Tretiakov, Moscou
- Pavillon à Kouzminki (1904). Huile sur toile. 80,5 × 103 cm. Musée d'Art Alexandre Radichtchev, Saratov
- Femmes corpulentes, Grotesque (1904). Huile sur toile. 156,5 × 186,5 cm. Collection particulière, Moscou
- Sous les bouleaux (1904). Huile sur toile. Galerie Tretiakov, Moscou
- Congères (1904). Huile sur toile. Galerie de peinture de Lviv
- Pourtant (1904)
- Thé de l'après-midi (1904). Huile sur toile. 79 × 101 cm. Musée d'Art de la région d'Ivanovo
- Lilas et myosotis (1905). Huile sur toile. Musée d'Art, Sébastopol
- Soir de mai (1905). Huile sur toile. 91 × 75 cm. Collection particulière, Moscou
- Pommes (1905). Huile sur toile. 89 × 71 cm. Musée d'Art Alexandre Radichtchev, Saratov
- Le Samovar (1905). Huile sur toile. 80 × 80 cm. Galerie Tretiakov, Moscou
- Chrysanthèmes (1905). Huile sur toile. 98 × 98 cm. Galerie Tretiakov, Moscou
- Gel (1905). Huile sur toile. Musée d'Art de Iaroslavl
- Soir de mai (1905)
- Matin de gel. Rayons roses (1906). Huile sur toile. 106,7 × 98,2 cm. Collection particulière, Moscou
- Hiver (1906). Huile sur toile. Musée d'Art de Riazan
- Matin d'hiver (1907). Huile sur toile. Musée d'Art de Sébastopol
- Après le repas (1907). Huile sur toile. 100 × 96 cm. Galerie Tretiakov, Moscou
- Givre (1907-1908). Huile sur toile. 102,5 X102,5 cm. Musée de l'Art russe, Kiev
- Dauphinelles (1908). Huile sur toile. 141 × 100,5 cm. Musée Russe, Saint-Pétersbourg
- Féerie du givre et du soleil levant (1908). Huile sur toile. 85 × 125 cm. Ambassade de Russie, Londres

### De 1913 à 1930
- Bleuets. Portrait de groupe, son épouse et sa sœur, (1914). Huile sur toile. 142,2 × 142,5 cm. Collection particulière, Moscou
- Poires sur nappe bleue (1915). Huile sur toile. 73,5 × 60,5 cm. Musée Russe, Saint-Pétersbourg
- Ryabynka (1915)
- Le sorbier, étude (1915). Huile sur toile. 50 × 73 cm. Galerie Tretiakov, Moscou
- Thé du matin (1917). Huile sur toile. 77 x 87 cm. Musée national du Tatarstan, Kazan
- Givre. Derniers rayons (1918). Huile sur toile. 48 × 60 cm. Galerie Boris Koustodiev, Astrakhan
- Gel (1918)
- Givre (1919). Huile sur carton. 14,5 × 22 cm. Galerie Tretiakov, Moscou
- Pommes rouges sur nappe bleue (1920). Huile sur toile. 82 × 82 cm. Collection particulière, Novossibirsk
- Village d'Osseriodok sur la Dvina du nord (1920)
- Monastère de Siisk (1920). Huile sur papier cartonné. 47 × 61 cm. Collection particulière, Moscou
- Pommes du Turkestan (1920). Huile sur toile. Galerie d'Art de Perm
- Au fort de l'automne (1921). Huile sur toile cartonnée. 66,5 × 105 cm. Collection particulière, Moscou
- Autoportrait (1921). Huile sur carton. 65 × 51 cm. Collection particulière, Moscou
- Poires sur draperie verte (1922). Huile sur toile cartonnée. 52 × 74,6 cm. Galerie Tretiakov, Moscou
- Soir d'automne (1923). Huile sur toile. 98 × 141 cm. Galerie Tretiakov, Moscou
- Automne. Rowan et le bouleau (1924)
- Au bord du lac (1926). Huile sur toile. 75,5 × 88 cm. Musée Russe, Saint-Pétersbourg
- Pommes et astras (1926). Huile sur toile. Galerie d'art de Taganrog
- Portrait de Nicolaï Gorbounov, étude pour le tableau "Lénine en liaison directe" (1927). Huile sur toile cartonnée. 67 × 60,5 cm. Collection particulière, Moscou
- Lénine en liaison directe (1927-1933). Huile sur toile. 150 × 200 cm. Musée Lénine, Moscou
- À la lecture. Portrait de Valentine Grabar, l'épouse du peintre (1928). Huile sur toile. 64,7 × 79,4 cm. Collection particulière, Moscou
- Éclaircie (1928). Huile sur toile. 67 × 74,5 cm. Musée Russe, Saint-Pétersbourg
- Coin de la vieille Moscou (1930). Huile sur toile. 71 × 88 cm. Musée d'Art, Sébastopol
- Cour de Moscou (1930)

### De 1930 à 1937
- Portrait de Valentina Mikhailovna Grabar épouse de l'artiste (1931)
- Vieille grange en hiver (1933). Huile sur toile. Galerie Tretiakov, Moscou
- Svetlana (1933). Huile sur toile. 78 × 62 cm. Galerie Tretiakov, Moscou
- Portrait du compositeur Sergueï Prokofiev (1934). Huile sur toile. 91,5 × 70,5 cm. Galerie Boris Koustodiev, Astrakhan
- Hiver. Portrait de la fille du peintre (1934). Huile sur toile. Galerie Tretiakov, Moscou
- Autoportrait à la palette (1934). Huile sur toile. 89 × 70 cm. Galerie Tretiakov, Moscou
- Portrait de l'écrivain Korneï Tchoukovski (1935). Huile sur toile. 50,7 × 87 cm. Musée de l'Art russe, Kiev
- Portrait de Ielizaveta Gueorguievna Nikoulina-Volkonskaïa (1935). Huile sur toile. 101,5 × 79,5 cm. Pinacothèque de l'Oblast de Transcarpathie, Oujhorod
- Portrait de l'académicien Sergueï Tchaplyguine, mathématicien, (1935). Huile sur toile. 100 × 79 cm. Musée d'Art d'État d'Abramtsevo
- Portrait de Mstislav Grabar, le fils du peintre (1935). Huile sur toile. 81 × 65 cm. Galerie Tretiakov, Moscou

### De 1937 à 1943
- Thé du matin, les perce-neige (1939-1954). Huile sur toile. 98 × 118 cm. Pinacothèque de Tachkent
- Portrait de l'académicien Alekseï Nikolaïevitch Bakh (ru) (1939). Huile sur toile. Musée d'Art de Donetsk
- Allée de bouleaux (1940). Huile sur toile. 88 × 75 cm. Galerie Tretiakov, Moscou
- Dans un vieux quartier de Moscou. Jour gris (1941). Huile sur toile. 79 × 66,5 cm. Galerie Tretiakov, Moscou
- Lever de soleil (1941). 65 × 100 cm. Huile sur toile. Galerie Tretiakov, Moscou
- Portrait du compositeur Sergueï Prokofiev (1941). Musée d'Art d'État, Nijni Novgorod

### De 1943 à 1953
- Abramtsevo. Clôture (1944)
- Delpiniums (1944)
- Autoportrait en manteau de fourrure (1947). Huile sur toile. Galerie Tretiakov, Moscou

### De 1953 à 1960
- Paysage d'hiver (1954). Huile sur toile. 83 × 83,5 cm. Galerie Tretiakov, Moscou
- Une Branche de pommier (1958)
- Allée de bouleaux (1959)

### Sans date
- La Nappe bleue

### Divers
- Fillette devant une vitrine de jouets, Chevau-Légers Enchères Martin Chausselat
- Paysage d'hiver, Sotheby's, Londres
- Paysage de printemps, Sotheby's, Londres
- Soir d'été (1923). Huile sur toile. 71,1 × 85,7 cm. Heritage auction Galleries
- Bouquet de tulipes. Huile sur toile. 50 × 67,5 cm. Leclere - Maison de vente

## Iconographie

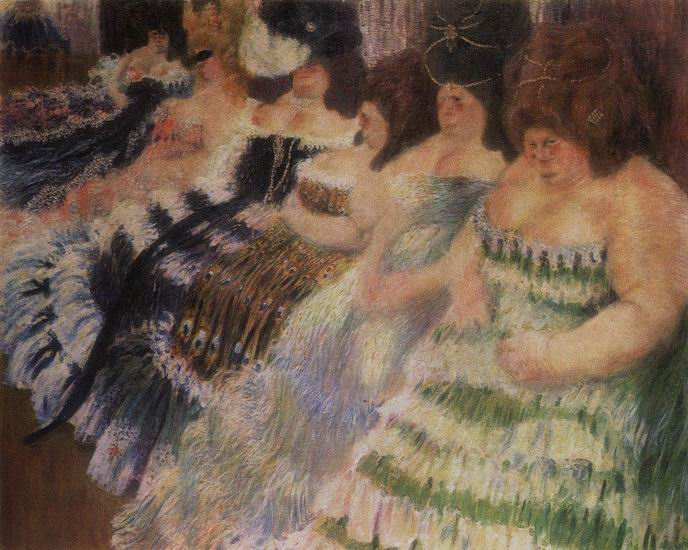
Grosse femme par Igor Grabar, 1904
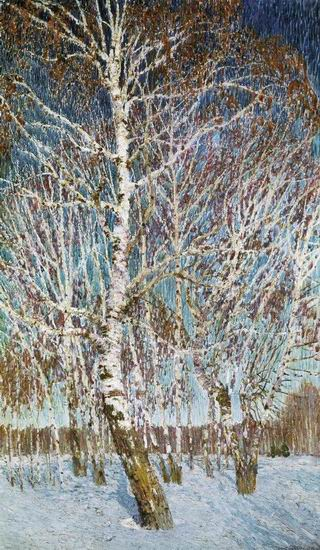
Février azuré par Igor Grabar, 1904
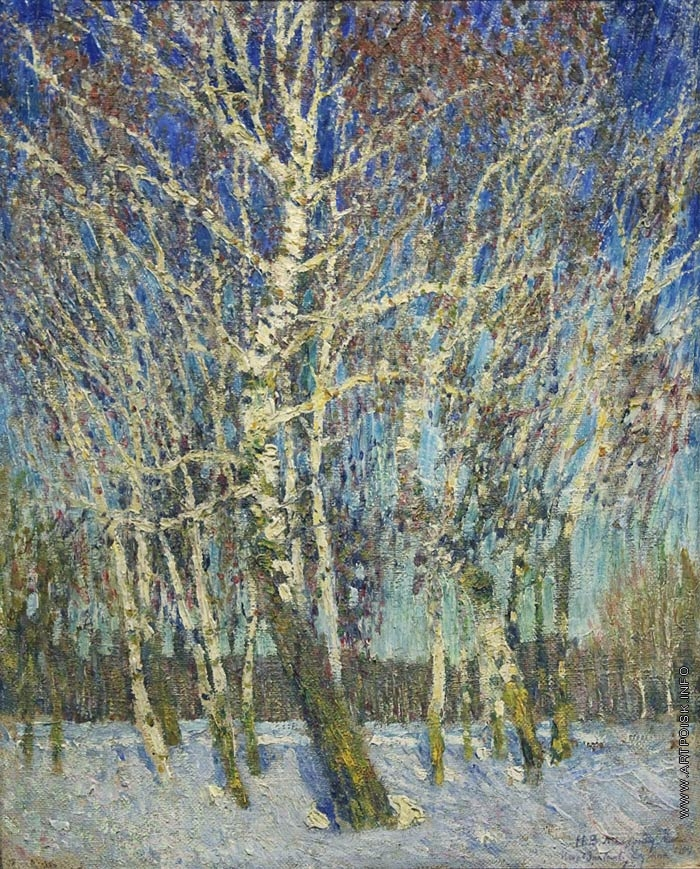
Azur de février (Февральская лазурь). 1904
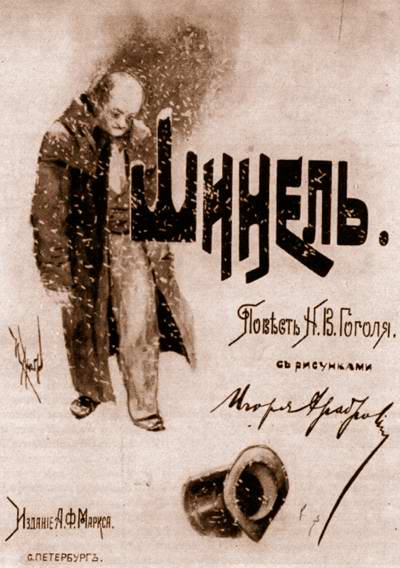
Gogol : le Manteau
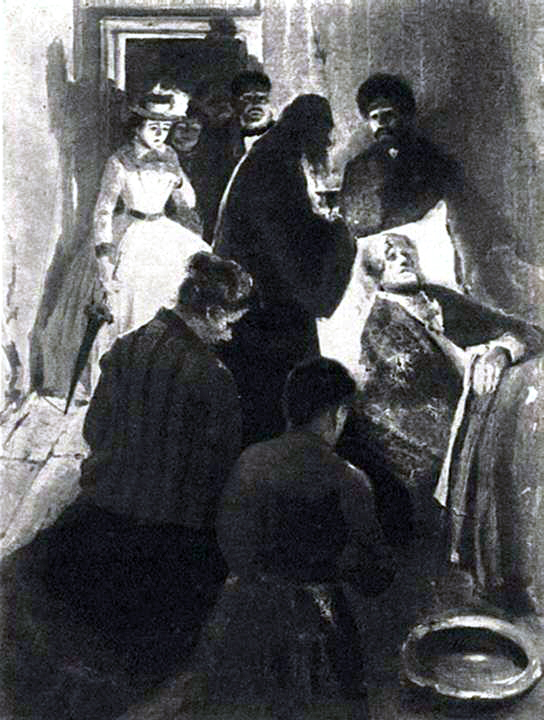
Grabar Crime et châtiment; Sonia rendant visite à Marmeladov 1894
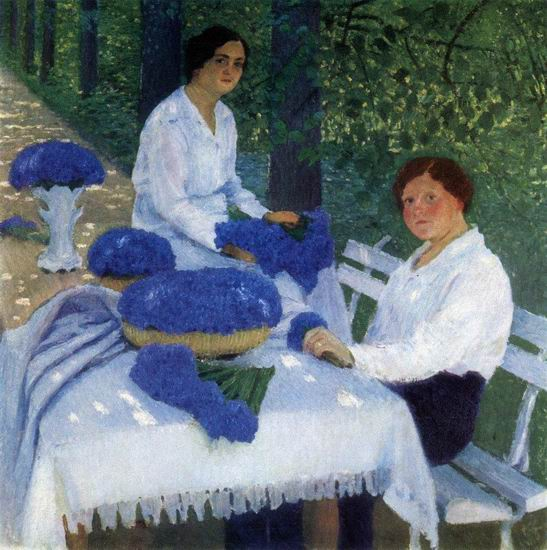
portrait de groupe avec bleuets par Igor Grabar, 1914
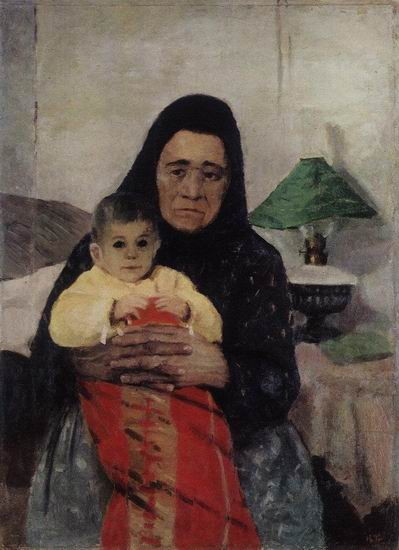
Nourrice avec bébé par Igor Grabar, 1892
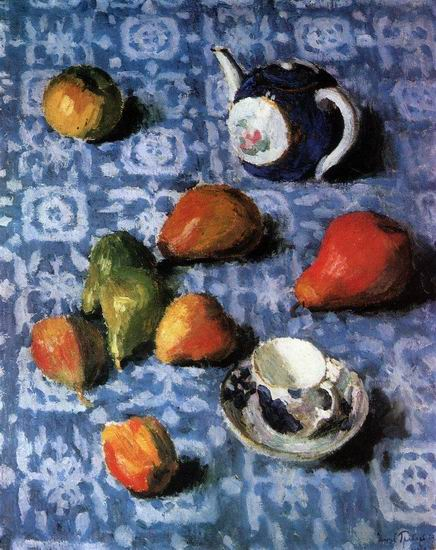
Poires sur nappe bleue par Igor Grabar, 1915
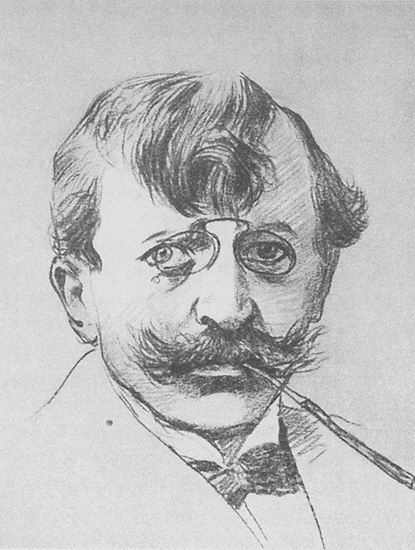
Portrait d'Anton Ažbe par Igor Grabar, 1899
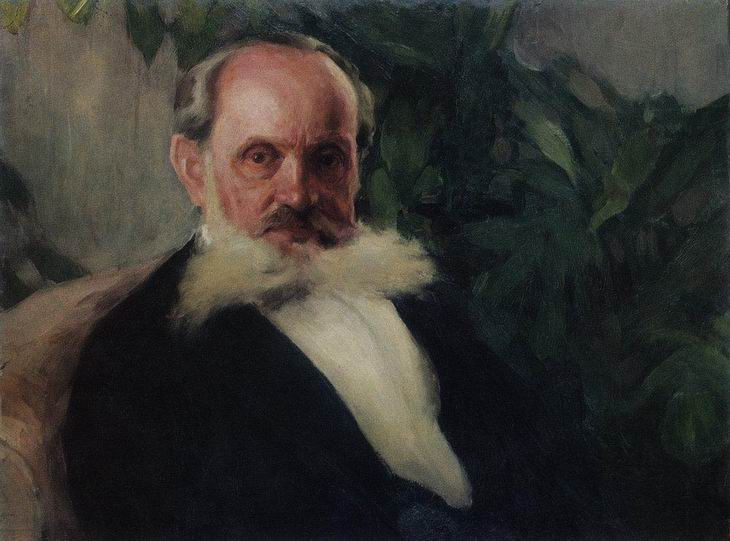
Portrait d'Emmanuel Grabar par Igor Grabar, 1916
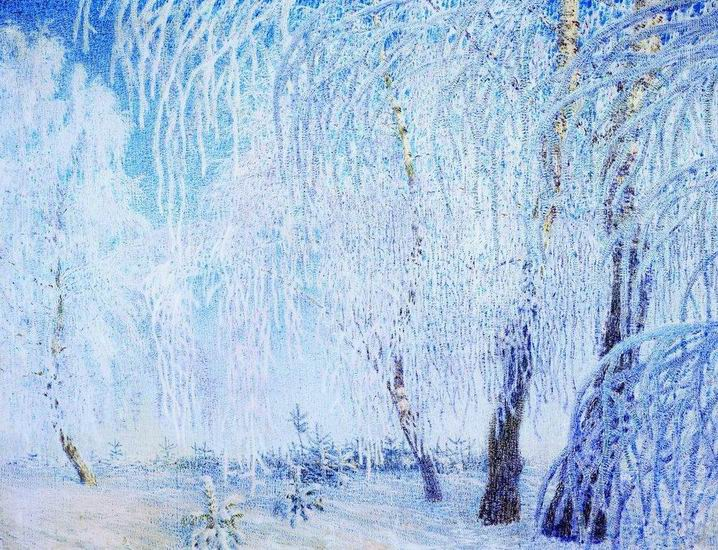
Givre par Igor Grabar, 1905
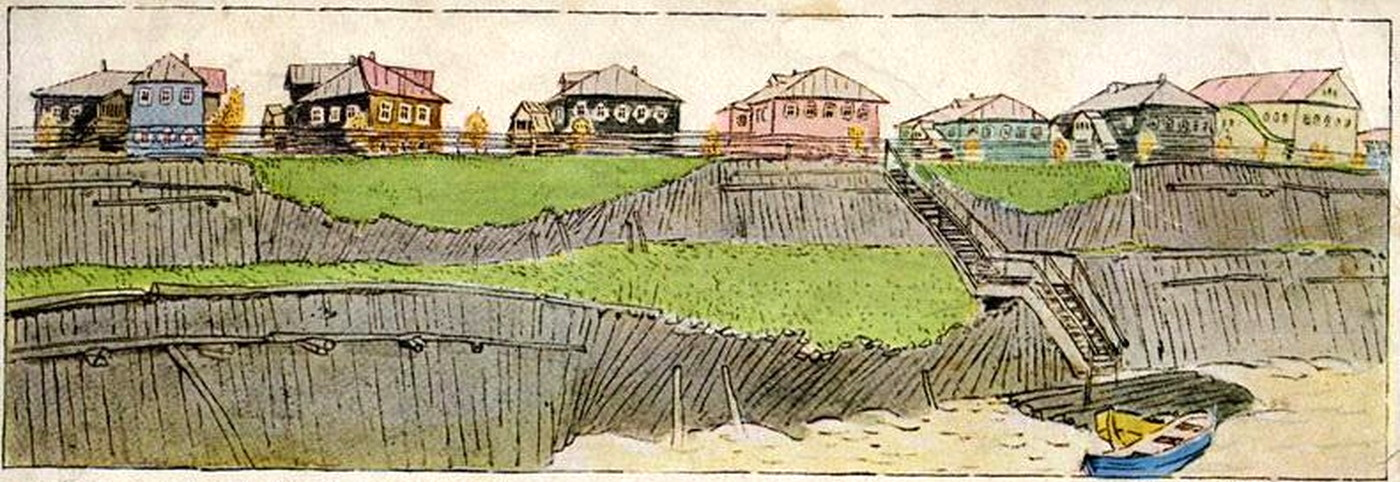
Igor Grabar. Krasnoborsk (Город Красноборск)
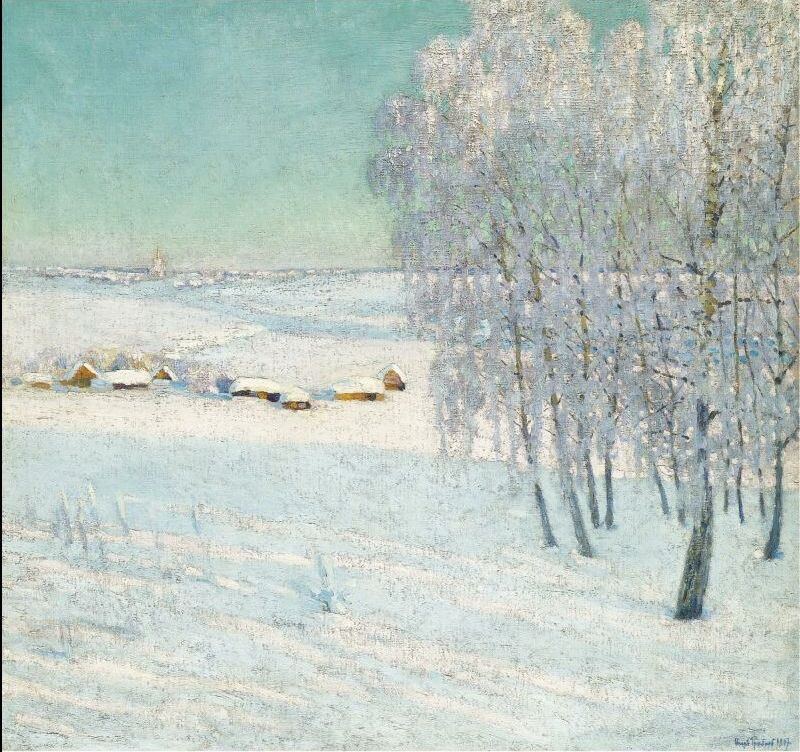
Gel, jour finissant (Иней. Догорающий день)
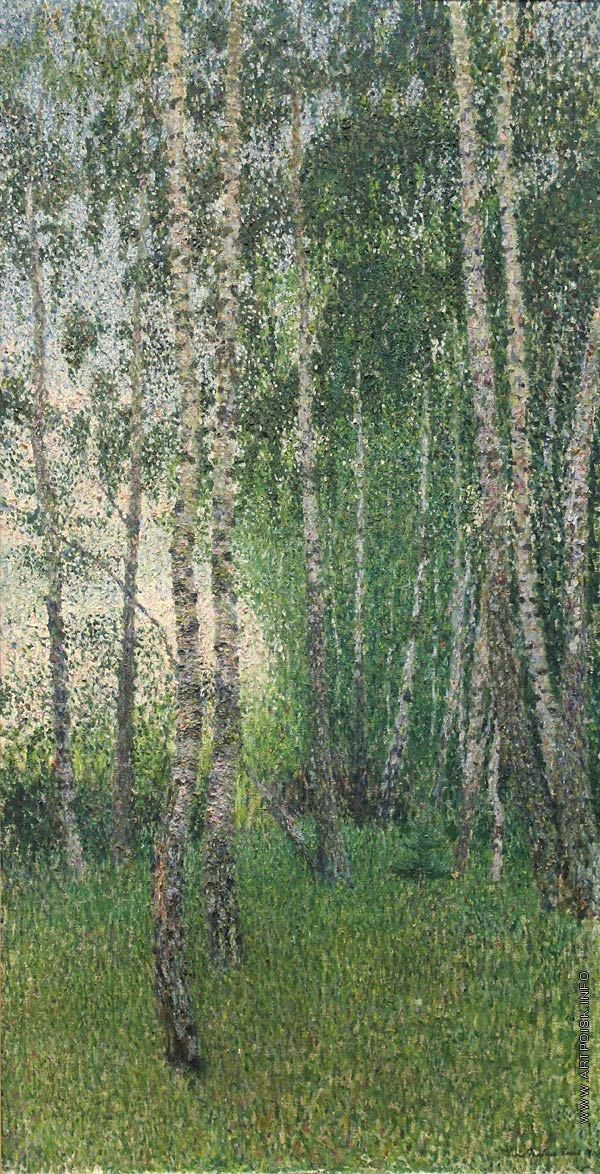
Lueur de l'aube (Отблеск зари). 1904